# Свјатогорска Успенска лавра
Свјатогорска Успенска лавра (укр. Свято-Успенська Святогірська Лавра) је православни манастир Украјинске православне цркве код града Свјатогорск, Доњецка област. Налази се на пећини уз десну обалу реке Северски Доњец.

## Историја
Основан је у 14. или 15. веку а као оснивач помиње се преподобни Јосиф. Први пут се помиње 1526. године у записима аустријског дипломата, барона Жигмунда Херберштајна. Манастир је био за време Руског царства великог значаја па је 1787. по наредби Катарине Велике манастир обновљен. Године 1790. манастир добије у управи тавријски кнез Григориј Потемкин. Највећи процват је имао за време цара Николаја I Романова у 19. веку. До пре Првог светског рата манастирски комплекс је имао око 600 калуђера а за време комуниста претворен је у резиденцу. Манастир је рушен 1922. године. Након распада Совјетског Савеза манастир је поновно обновљен и отворен 1992. године.